# Globba leucocarpa
Globba leucocarpa är en enhjärtbladig växtart som beskrevs av Henry Nicholas Ridley. Globba leucocarpa ingår i släktet Globba och familjen Zingiberaceae.
Artens utbredningsområde är Filippinerna. Inga underarter finns listade i Catalogue of Life.